# Mesoleptus congener
Mesoleptus congener là một loài tò vò trong họ Ichneumonidae.